# Novaki Bizovački
Novaki Bizovački falu Horvátországban, Eszék-Baranya megyében. Közigazgatásilag Bizovachoz tartozik.

## Fekvése
Eszéktől légvonalban 17, közúton 21 km-re nyugatra, községközpontjától 3 km-re délre, a Szlavóniai-síkságon, Bizovac és Brogyance között fekszik.

## Története
A régészeti leletek tanúsága szerint területe már az őskorban is lakott volt. Határában a korai újkőkorszakhoz tartozó Starčevo és a középső újkőkorszakhoz tartózó Sopot kultúra és a kőrézkori kosztoláci kultúra leleteit is megtalálták.
A település valószínűleg a török uralom idején keletkezett, de a felszabadító harcok során elnéptelenedett. 1702-ben „pagus Nowacky” néven említik. A település csak az 1920-as években települt újra, amikor főként Dalmáciából a jobb megélhetés reményében katolikus horvátok települtek ide. Lakosságát 1931-ben számlálták meg először önállóan, amikor 140-en lakták. 1991-ben lakosságának 96%-a horvát nemzetiségű volt. A településnek 2011-ben 203 lakosa volt.

## Lakossága
| Lakosság változása | Lakosság változása | Lakosság változása | Lakosság változása | Lakosság változása | Lakosság változása | Lakosság változása | Lakosság változása | Lakosság változása | Lakosság változása | Lakosság változása | Lakosság változása | Lakosság változása | Lakosság változása | Lakosság változása | Lakosság változása |
| ------------------ | ------------------ | ------------------ | ------------------ | ------------------ | ------------------ | ------------------ | ------------------ | ------------------ | ------------------ | ------------------ | ------------------ | ------------------ | ------------------ | ------------------ | ------------------ |
| 1857               | 1869               | 1880               | 1890               | 1900               | 1910               | 1921               | 1931               | 1948               | 1953               | 1961               | 1971               | 1981               | 1991               | 2001               | 2011               |
| 0                  | 0                  | 0                  | 0                  | 0                  | 0                  | 0                  | 140                | 219                | 243                | 268                | 208                | 219                | 225                | 211                | 203                |

## Gazdaság
A lakosság főként mezőgazdasággal foglalkozik és a közeli városokban dolgozik.

## Nevezetességei
Keresztelő Szent János tiszteletére szentelt római katolikus templomát 1997-ben építették, a brogyancei plébánia filiája.

## Sport
Az NK Hajduk Novaki Bizovački labdarúgócsapata a megyei 3. ligában szerepel. A klubot 1958-ban alapították.